# 國民住宅
國民住宅，簡稱國宅。指中華民國政府為落實居住權利，改善國民居住環境，提高生活品質所興辦的公營住宅。
1955年成立「行政院國民住宅興建委員會」，以解決中央民意代表及中央機構職員的住宅問題。1957年訂頒《興建國民住宅貸款條例》，以提供國宅優惠價格售予軍警公教人員，及一般需要住宅而且收入比較高的民眾。1975年，訂頒《國民住宅條例》，廢除《興建國民住宅貸款條例》，並施行「國民住宅六年興建計畫」（1976－1981年）、第一期「四年國宅計畫」（1982－1985年）、第二期「四年國宅計畫」（1986－1989年）預期大量推動國宅興建，但由於資金運用困難、土地取得困難等因素，使國宅興建緩慢，數量也不如預期；不過因國宅政策與房屋市場供需無法配合、價格相較同等級昂貴等，導致1990年代國宅仍大量滯銷，為了促銷也不斷放寬購買年收入資格標準，最後因為社會上普遍抗議政府濫用社會資源，再來也接近選舉，為了平息民怨，於1999年底決定停止興辦國民住宅。2013年，為配合《住宅法》之施行，廢除《國民住宅條例》。
由於國宅以出售為主，難以壓低價格，且國宅一經轉手，就納入私人住宅市場，使國宅價格不斷翻漲，反而讓中低收入戶無力購買。後期的出租式國宅，也由於數量過少，供不應求，導致候屋年數過長，仍無法解決中低收入戶的住宅問題。

## 定義
國民住宅為政府所計畫之住宅政策，但由於戰後台灣之體制背景所影響之政策的演變及法令的修訂，國宅定義也不斷改變。
如以明文制度來看，「國民住宅」此一詞彙最早出現於1955年成立之「行政院國民住宅興建委員會」。其任務為解決民意代表及政府官員的居住問題。但並無對國民住宅之明確定義。同時除了對於該委員會，也似乎並無對於成屋配售相對應之法制管理措施。
其後又於1957年訂頒《興建國民住宅貸款條例》，此條例雖言及『為推廣興建國民住宅』(第1條)，然而第3條又言及『本條例所稱貸款，係指借款興建住宅或承購住宅，分期付款所發生債之關係而言』。如以第1條推測，主要適用對象應為承辦單位等，但卻一併言及承購者。
明文規定承購者並具有統籌管理性質的條文，直至1975年才出現，是為《國民住宅條例》以及《國民住宅貸款辦法》當時國民住宅條例第3條定義國民住宅為「由政府機關興建，用以出售或出租與軍、公、教人員家庭之住宅。」。同時，土地來源多為眷村地、國營企業用地等。
1982年修正《國民住宅條例》，第二條定義為「由政府計劃，依左列方式興建，用以出售、出租或貸款自建供收入較低家庭居住之住宅：一、政府直接興建。二、貸款人民自建。三、獎勵投資興建。前項收入較低家庭之標準，由行政院定之。」國宅興建方式又新增貸款人民自建及獎勵投資興建。然而實然上，以土地成本的競爭力而言，私有取得者普遍不若公有土地。
2002年修正《國民住宅條例》，第二條定義為「由政府計劃，依左列方式，用以出售、出租、貸款自建或提供貸款利息補貼，供收入較低家庭居住之住宅：一、政府直接興建。二、貸款人民自建。三、獎勵投資興建。四、輔助人民自購。前項收入較低家庭之標準，由行政院定之。」新增「輔助人民自購」，係指經政府核定，由人民自行購置自用住宅，並向金融機構貸款，且由政府補貼部分貸款利息之住宅（第37-1條）。
故經由歷史演變，國民住宅定義也逐漸擴大，由政府直接興建之住宅，到輔助人民自購住宅，皆是國民住宅的範疇。簡言之，今日所定義之國民住宅係指由政府計畫（包括實體國宅興建及市場住宅補貼），提供收入較低家庭居住之住宅。

## 歷史

### 背景（1953－1956年）
戰後的台灣，無疑的有大量人口湧入與集中於特定就業機會較多之地區的狀況，所以實然上會有強烈的房舍更新需求，特別是遇上自然災變的狀況與隨後諸多都市建設之狀況。然而房舍新建，涉及土地取得與分包營造等問題。個別的問題在戒嚴之法治模糊無可明確監督與即時反應更新之狀態下，在處理上具有法制系統不完善之表徵。諸如規範營建與配售之條文以及主管機構及主管機構適行之法律並非同時出現等。甚至中央(行政院)與地方(台灣省政府)都具有各自的規範。
1953年臺灣遭受克蒂颱風侵襲，數千民眾無家可歸，臨時性住宅救濟行動被提出。當時基隆碼頭工人受害嚴重，政府在美援的支持下，貸款人民自建，計每戶8坪之住宅102戶，分十年無息按月攤還，減輕受災工人之負擔。
隔年1954年，內政部設置「興建都市住宅技術小組」，運用美援基金興建國民住宅。此時的住宅問題是因1949年政府遷台所形成的大規模人口遷移，包括公職人員、部隊及政治難民，共約兩百萬餘萬人。
真正推動的力量來自於1954年國民大會第一屆第二次大會的國大代表的居住問題（一部分受克蒂風災影響，一部分無自宅），1955年「興建都市住宅技術小組」改組為「行政院國民住宅興建委員會」，任務之一即解決中央民意代表及中央機構職員的住宅問題。
由於任務的完成，配合《興建國民住宅貸款條例》（1957）的訂定，1958年結束「行政院國民住宅興建委員會」，國宅的責任由中央政府往下推到台灣省政府來執行。

### 國民住宅政策的開端（1957－1974年）
1957年訂頒《興建國民住宅貸款條例》，為推廣興建國民住宅，保障長期低利貸款安全，制定本條例。」（第一條），興建國民住宅貸款，應就勞工、農民、漁民、公教人員及一般需要住宅之
市民辦理之。（第二條）。此條例僅為臨時措施，並以美援為主要資金，配合都市土地漲價歸公收入來執行。
1959年省政府成立「台灣省國民住宅興建計畫委員會」負責計畫之研議與審定，並於縣設立「國民住宅興建委員會」為實際業務執行單位。同年在法令方面，制定《台灣省國民住宅興建管理辦法》，補充《興建國民住宅貸款條例》之不足，新增「興建範圍」（貸款自建、政府興建、鼓勵投資興建、機關學校貸款興建員工宿舍）（第六條）、「興建順序」、「資金來源」（美援、土地增值稅、社會福利基金、國內外融通資金）、貸款期限及利率。
此條例執行18年，至1975年共興建125,534戶，由政府貸款給人民自建或代為興建，包括：
1. 災難重建住宅（26.5%）：緊急協助重建及整修因天然災害而毀損的住宅，多以鄉村地區為主。
2. 一般住宅或低收入之勞工、農、漁民及市民、公教人員之住宅（44.7%）：建坪最高為20坪。
3. 整建住宅（10.2%）：1964年起為了都市建設，配合拆除違章建築計畫，由政府集中興建而安置拆遷戶之住宅。建坪約6~12坪。
4. 平價住宅（8.4%）：1967年起，為配合社會福利基金計畫，由政府指撥工地或價購土地而興建之平民住宅。建坪約6~8坪。
5. 公教住宅（6.2%）：1966年起，貸款給學校、機關興建之員工宿舍。
6. 投資住宅（4.0%）：鼓勵私人投資興建供租售之住宅，於1962年試辦，1963年遭社會輿論批評而停辦，1967年因中南部缺乏住宅又重新辦理。[5]

### 由《國民住宅條例》所展開之國宅政策（1975－1989年）

#### 「國民住宅六年興建計畫」（1976－1981年）
由於國宅資金不足無法大量興建國宅，以及民間市場的住宅昂貴及供應不足，使低收入者難以獲得良好的居住環境，故於1975年訂頒《國民住宅條例》，廢除《興建國民住宅貸款條例》，由國家直接興建國民住宅，售予較低收入家庭；並擬定「國民住宅六年興建計畫」（1976-1981），預計興建106,931戶；1979年起，更將國民住宅納入十二大建設中，擴大為「十年國宅計劃」（1980－1989年）的一部分，預計興建60萬戶。
為了執行此計畫，依《國民住宅條例》規定為三級制，中央負責法令研訂、政策推動及督導，省市及縣則負責實際興建。除台北市已於1974年成立國民住宅處之外，1979年，台灣省於成立「住宅及都市發展局」，高雄市則成立國民住宅處，各縣市也於1980年成立國民住宅局（課），內政部也於1981年將「營建司國民住宅科」擴編為「營建署國住宅組」，成為中央主管機關之負責單位。
此時期興建方式主要有：政府直接興建、委託承辦單位興建、眷村改建、貸款人民自建等四種方式。

#### 1982年修正《國民住宅條例》—兩期「四年國宅計畫」（1982－1989年）
由於國宅資金不足，1982年7月修正《國民住宅條例》，興建方式增列貸款人民自建（在此之前，依《台灣省國民住宅興建管理辦法》貸款自建）及獎勵投資興建，希望將民間資本納入以減輕國家負擔，且仍力求大量興建國民住宅，以量制價，達成居者有其屋的目標。同年，更推出第一期「四年國宅計畫」（1982-1985），預計由國家興建10萬戶，民間興建14萬戶。並於1984年公布《獎勵投資興建國民住宅作業要點》，至此開始，國宅的興建以獎勵民間興建為主，國家興建為輔，因此第二期「四年國宅計畫」（1986-1989）計畫目標更為降低。由於國宅開始產生滯銷，於是不但減緩興建速度，也降低興建數量，故沒有達到預期之興建目標。
不料，1987年房地產價格飆漲，低價位住宅需求驟增，住宅供給嚴重不足，為增加國民住宅供給，協助中低收入戶解決居住問題，行政院於1988年12月通過「興建中低收入戶住宅方案」。且為避免國宅滯銷或供不應求，於1989年3月建立等候名冊制度，並採行國民住宅預售制度。1986至1989年共計興建11,186戶國宅。

### 國民住宅政策轉向（1990-2012年）

#### 新社區發展計畫/新市鎮計畫（1990-1999年）
1989年，為了抗議房價不合理的飆漲，民眾掀起了無住屋運動，政府回應此運動，為抑制房地產飆漲，又展開大型國宅計劃。
1991年開始的「國建六年計劃」（全名：國家建設六年計劃）將「興建中低收入戶住宅方案」併入「新社區發展計畫」，同時透過新市鎮開發（包括淡海及高雄新市鎮及14處新社區計畫）、區段徵收取得土地興建中收入住宅及國宅，使住宅政策朝向配合都市建設大規模開發辦理。內政部也配合「國建六年計劃」訂定之「國宅與住宅計畫」，預定從1990年到1996年完成20萬戶國宅興建。
此時的國宅仍以政府直接興建為主，但政策開始給予較多的誘因，鼓勵建築業者興建國宅，因此獎勵投資興建的國宅數量較過去大為增加（大部分為台北市及高雄市以外地區，因為興建成本較低）。此外，在需求面也放寬國宅申購的條件，國宅政策走向自由化的方向。
但由於國宅供過於求、價格太高，使中低所得戶無力承購，導致空屋過多，於是以房貸利息補貼政策取代直接興建國宅；並配合行政院訂頒之「振興建築投資業措施」及「健全房地產市場措施」 ，最終於1999年決定暫停辦理政府直接興建國民住宅及獎勵投資興建國宅六年。

#### 停建國民住宅後（2000-2012年）
2000年，民進黨取代國民黨執政，國宅政策轉向以消化大量餘屋為主，繼續停止獎勵民間投資興建國民住宅，已購置的未興建之國宅住宅用地，也不予保留供建，且依國有財產法規定變更為非公用財產，騰空交由國有財產局接管後續處分標售。
2002年，修正《國民住宅條例》第19條：「政府直接興建之國民住宅，其承購人居住滿一年後（舊規定為2年），得將該住宅及基地出售、贈與或交換。」，且移轉對象不再以具有國宅承購資格為限。同年也修正《國民住宅條例》第2條，擴大國宅定義，將三種模式又新增輔助人民自購，係指經政府核定，由人民自行購置自用住宅，並向金融機構貸款，且由政府補貼部分貸款利息之住宅（第37-1條）。即輔助人民購買市場住宅也納入國宅範疇。國宅已和一般住宅相差無幾。
2005年，《國民住宅條例》條文修正，明定國宅社區管理維護與一般住宅社區相同，適用《公寓大廈管理條例》及相關法令，政府不再負責國宅管理。

### 廢止《國民住宅條例》（2013-2015年）
2012年12月30日，《住宅法》通過並施行，整合現行相關事務，且第49條既已明定政府已辦理的各類住宅補貼、尚未完成配售的政府直接興建國民住宅或政府已辦理出租國民住宅的相關事項、政府直接興建的國民住宅社區內商業、服務設施及其他建築物的標售、標租作業，依原依據的法令繼續辦理，則「國民住宅條例」廢止後，尚不影響其適用。故2013年，行政院將《國民住宅條例》廢止案，函送立法院審議。 
2014年12月該案經立法院通過，〈國民住宅條例〉於2015年元月7日廢止。

### 大事紀
- 1954年：內政部設置「興建都市住宅技術小組」
- 1955年：「興建都市住宅技術小組」改組為「行政院國民住宅興建委員會」
- 1957年：訂頒《興建國民住宅貸款條例》
- 1959年：省政府成立「台灣省國民住宅興建計畫委員會」負責計畫之研議與審定；縣設立「國民住宅興建委員會」為實際業務執行單位。制定《台灣省國民住宅興建管理辦法》。
- 1975年：訂頒《國民住宅條例》；廢止《興建國民住宅貸款條例》
- 1976-1981年：國民住宅六年興建計畫
- 1980-1989年：十年國宅計劃
- 1982年：第一次修正《國民住宅條例》，興建方式增列貸款人民自建及獎勵投資興建
- 1984年：公布《獎勵投資興建國民住宅作業要點》
- 1988年：通過「興建中低收入戶住宅方案」
- 1991年：「國家建設六年計劃」中，訂定之「國宅與住宅計畫」。
- 1999年：停止興建國民住宅
- 2000年：停止獎勵民間投資興建國民住宅
- 2002年：修正《國民住宅條例》第2條及第19條及新增第37條
- 2005年：《國民住宅條例》條文修正，國宅社區管理維護改適用《公寓大廈管理條例》及相關法令。
- 2012年：《住宅法》通過並施行
- 2015年：《國民住宅條例》廢止

## 國民住宅現況
現存國宅分為出售式國宅與出租式國宅兩類。

### 出售式國宅
政府直接興建之國民住宅以出售為主，以下為政府自《國民住宅條例》直接興建之國宅數量。
1999年後即停止興建國民住宅。
- 政府直接興建國民住宅執行表（已完工戶數）[12]

| 年度別                       | 地區別  | 地區別 | 地區別 | 合計    |
| 年度別                       | 台灣省  | 台北市 | 高雄市 | 合計    |
| ---------------------------- | ------- | ------ | ------ | ------- |
| 六年計劃 （1976-1981）       | 35,779  | 23,844 | 8,422  | 68,045  |
| 第一期四年計畫 （1982-1985） | 15,119  | 8,127  | 3,502  | 26,748  |
| 第二期四年計畫 （1986-1989） | 862     | 1,743  | 325    | 2,930   |
| 1990年度                     | 7,299   | 4,124  | 2,673  | 14,096  |
| 1991年度                     | 511     | 1,902  | 1,192  | 3,605   |
| 1992年度                     | 8,468   | 2,105  | 851    | 11,424  |
| 1993年度                     | 4,476   | 1,110  | 384    | 5,970   |
| 1994年度                     | 3,538   | 4,694  | 1,131  | 9,363   |
| 1995年度                     | 6,652   | 3,368  | 1,072  | 11,092  |
| 1996年度                     | 7,564   | 1,070  | 844    | 9,478   |
| 1997年度                     | 4,726   | 264    | 1,045  | 6,035   |
| 1998年度                     | 5,721   | 296    | 0      | 6,017   |
| 1999年度                     | 0       | 88     | 0      | 88      |
| 合計                         | 100,715 | 52,735 | 21,441 | 174,891 |

### 出租式國宅[13]

#### 台北市
- 出租國宅

自1980年起開始提供，目前共20處出租國宅，共3,531戶，分散於全台北市，於南港區、松山區、北投區、萬華區、內湖區、士林區、大安區、信義區等。
| 編號 | 名稱         | 屋齡 | 總戶數 | 等候戶數 | 坪型           | 租金佔市場比例(%) |
| ---- | ------------ | ---- | ------ | -------- | -------------- | ----------------- |
| 1    | 萬美         | 28   | 192    | 241      | 27、30         | 25-30             |
| 2    | 軍功         | 29   | 33     | 219      | 31~40          | 21-28             |
| 3    | 萬芳         | 13   | 310    | 106      | 23、29、31、34 | 60-65             |
| 4    | 萬寧         | 15   | 10     | 4        | 32.5           | 45-60             |
| 5    | 萬樂         | 25   | 224    | 605      | 19~21          | 20-30             |
| 6    | 萬芳C        | 13   | 228    | 22       | 32~34          | 50-65             |
| 7    | 中正         | 30   | 525    | 1,739    | 10             | 30-40             |
| 8    | 大理街       | 14   | 35     | 43       | 32~34          | 80                |
| 9    | 西寧         | 30   | 475    | 1,306    | 12~24          | 30-40             |
| 10   | 華昌         | 29   | 490    | 745      | 12、16、20     | 40-50             |
| 11   | 龍山         | 15   | 40     | 42       | 36             | 50                |
| 12   | 東湖C        | 17   | 88     | 117      | 36             | 30-40             |
| 13   | 貿商三村     | 29   | 114    | 165      | 25~35          | 45-55             |
| 14   | 南港一號公園 | 14   | 287    | 287      | 27             | 60                |
| 15   | 延平         | 12   | 42     | 1        | 27             | 35-50             |
| 16   | 奇岩         | 32   | 72     | 9        | 20、24         | 30-35             |
| 17   | 懷生         | 15   | 205    | 5        | 12、34         | 30-40             |
| 18   | 四四東村C    | 17   | 30     | 6        | 37             | 30-40             |
| 19   | 延壽P        | 13   | 99     | 2        | 20~34          | 35-50             |
| 20   | 榮星         | 13   | 34     | 3        | 26、28.5       | 22-35             |
| 合計 |              |      | 3,531  | 8,043    |                |                   |

- 中繼住宅

台北市為推動老舊國宅更新及協助海沙及輻射汙染之受災戶，減輕其更新中居住支出與市場租屋不確定性，於1994年專案檢討提供中繼住宅與市民輪替使用。雖多以短期出租，但因其與市場租金有一定差距，且周邊生活機能與商業設施完整，具一定吸引力，整體使用率高。
包括基隆河整治區三期專案國宅A~D區（328戶）、永平國宅（部分，37戶），共365戶。
|                | 屋齡 | 總戶數 | 租金佔市場租金比例 | 地上樓層數 |
| -------------- | ---- | ------ | ------------------ | ---------- |
| 基河三期A、B區 | 10   | 306    | 50-60              | 9、11      |
| 基河三期C、D區 | 10   | 22     | 50-60              | 9、11      |
| 永平國宅       | 10   | 37     | 85-95              | 14         |

#### 新北市
共有3處原住民出租國宅，包括中正專案出租國宅、三峽隆恩埔專案出租國宅、汐止花東新村臨時安置住宅。由於部分都市原住民選擇河川臨水地或公有坡地搭蓋臨時建物以供居住，由於生活品質較差且有公共安全與消防疑慮，故興建國宅安置以解決其居住問題。
|            | 新店中正專案出租國宅 | 汐止花東新村臨時安置住宅 | 三峽隆恩埔文化部落                 |
| ---------- | -------------------- | ------------------------ | ---------------------------------- |
| 原違建部落 | 秀朗部落             | 花東新村                 | 三鶯橋下部落、溪州部落、小碧潭部落 |
| 規模       | 56戶                 | 126戶                    | 140戶                              |
| 族別       | 阿美族、泰雅族       | 阿美族                   | 阿美族                             |
| 室內面積   | 31.9-32.5坪          | 14-45坪                  | 9.08-24.2坪                        |
| 租金       | 約4600元（含管理費） | 每坪100元                | 2000-6000元                        |

#### 高雄市
針對無力購屋的民眾，開辦原住民族、勞工、單親出租國宅。
- 原住民族住宅

目前共有兩處，包括：山明國宅社區、五甲國宅社區，共65戶。提供4人以上之低收入戶原住民家庭。
- 勞工租賃住宅

目前共有兩處，包括前峰社區東區、復興國宅西區，共174戶。目的是為安定勞工生活與協助無法購屋者解決居住問題。
- 單親家園[16]

目前共有四處，包括小港區山明單親家園（山明國宅23戶）、左營區翠華單親家園（翠華一期國宅15戶）、鳳山區向陽單親家園（五甲國宅23戶），以及左營區翠華親子家園（翠華國宅12戶，提供給單親父親），共65戶，提供給中低收入之單親家庭。

### 國民住宅購買、租賃之家庭收入標準
自《國民住宅條例》施行開始，行政院每年會公布收入較低家庭標準，即「國民住宅出售出租對象家庭收入標準」，此標準由內政部參考行政院主計處公布之平均每人國民生產毛額及家庭收支調查報告資料擬定。2009~2011年基於政府照顧收入較低家庭之公平性及一致性考量，國民住宅出售部分以收入在50%分位點以下之家庭為照顧對象、出租部分以20%分位點以下之家庭為照顧對象。近年各地的出售、出租之收入標準如下：
| 地區   | 年份 | 出售        | 出租       |
| ------ | ---- | ----------- | ---------- |
| 台灣省 | 2007 | 94萬元以下  | 52萬元以下 |
| 台灣省 | 2008 | 97萬元以下  | 53萬元以下 |
| 台灣省 | 2009 | 96萬元以下  | 53萬元以下 |
| 台灣省 | 2010 | 94萬元以下  | 51萬元以下 |
| 台灣省 | 2011 | 103萬元以下 | 56萬元以下 |
| 台灣省 | 2012 | 88萬以下    | 46萬以下   |
| 台北市 | 2007 | 145萬元以下 | 86萬元以下 |
| 台北市 | 2008 | 148萬元以下 | 89萬元以下 |
| 台北市 | 2009 | 147萬元以下 | 90萬元以下 |
| 台北市 | 2010 | 141萬元以下 | 87萬元以下 |
| 台北市 | 2011 | 158萬元以下 | 99萬元以下 |
| 台北市 | 2012 | 148萬以下   | 92萬以下   |
| 高雄市 | 2007 | 105萬元以下 | 60萬元以下 |
| 高雄市 | 2008 | 107萬元以下 | 59萬元以下 |
| 高雄市 | 2009 | 105萬元以下 | 61萬元以下 |
| 高雄市 | 2010 | 102萬元以下 | 60萬元以下 |
| 高雄市 | 2011 | 111萬元以下 | 66萬元以下 |
| 高雄市 | 2012 | 97萬以下    | 53萬以下   |

### 國宅承購承租條件與優惠[22]

#### 國宅申請承購或承租資格
依據2010年修正之《國民住宅出售出租及商業服務設施暨其他建築物標售標租辦法》第四條所規定，申請承購或承租國民住宅者，應具備下列各款之條件：
一、年滿二十歲，在當地設有戶籍者。
二、與直系親屬設籍於同一戶或有配偶者。 
（如有下列情形之一者，得不受此限：
1.年滿四十歲無配偶者。
2.父母均已死亡，戶籍內有未滿二十歲或已滿二十歲仍在學、身心障礙或沒有謀生能力且均無自有住宅之兄弟姊妹需要照顧者。）
三、本人、配偶、戶籍內之直系親屬及其配偶，均無自有住宅者且無國民住宅貸款尚未清償者。但申請承租國民住宅者，不受國民住宅貸款尚未清償之限制。
四、符合行政院公告之收入較低家庭標準者。
申請承購國民住宅者本人、配偶、戶籍內之直系親屬及其配偶，應出具同意書，由國民住宅主管機關查詢有無前項第三款國民住宅貸款尚未清償情事。
若符合前述國宅申購資格者，且同時符合下列任一身分者。得按縣（市）政府有提供配合辦理之國宅社區現公告售價之八折申購。 
（一）單親家庭：申請承購或承租國民住宅時離婚後滿一年、喪偶或未曾結婚，且育有子女為成年或年滿二十歲仍在學、無謀生能力而需照顧者。
（二）身心障礙者：依身心障礙者保護法領有身心障礙手冊者。
（三）原住民：依原住民身分法規定，包括山地原住民及平地原住民，其身分之認定，除原住民身分法另有規定外，依下列規定：
1.山地原住民：臺灣光復前原籍在山地行政區域內，且戶口調查簿登記其本人或直系血親尊親屬屬於原住民者。
2.平地原住民：臺灣光復前原籍在平地行政區域內，且戶口調查簿登記其本人或直系血親尊親屬屬於原住民，並申請戶籍所在地鄉（鎮、市、區）公所登記為平地原住民有案者。經戶政機關於戶籍登記簿上登記為原住民身分有案者。
（四）低收入戶：依社會救助法規定，取得戶籍所在地鄉（鎮、市、區）公所核發低收入戶證明者。
（五）榮民：領有行政院退除役官兵輔導委員會核發之榮民證者。
（六）失業勞工：
1.因事業單位關廠、遷廠、休業、解散或破產宣告而離職者。
2.因勞動基準法第十一條、第十三條但書、第十四條、第二十條規定情事之一而離職者。
3.因定期契約屆滿離職，逾一個月未能就業，且離職前一年內，契約期間合計六個月以上者，視為非自願離職。
4.其他經勞委會轉介之失業高危機勞工家庭個案。
（七）家暴受害者：遭受家庭暴力之被害人，持有法院核發通常保護令，或經各直轄市、縣（市）政府家庭暴力暨（及）性侵害防治中心評估有需求且適宜者。

#### 國宅優惠貸款利率及還款方式[25]
國宅貸款為售價85%，並按下列方式辦理：
1.國民住宅基金提供部分100年度為 220 萬元，利率按中華郵政股份有限公司二年期定期儲金機動利率加 0.042% 計算機動調整，目前利率為年息1.417厘，超過國民住宅基金提供部分，按中華郵政股份有限公司二年期定期儲金機動利率加 0.875% 機動計息，目前利率為年息2.25厘。
2.國民住宅貸款之本息償還年限，最長為 30 年，借款人得選擇自撥付貸款之次月起按月均等償還或依左列規定償還：
自撥付貸款之次月起，一年至五年內付息不還本。  
自前款付息不還本期滿之次月起，按月均等償還本息。
3.國宅住戶於住滿一年後可申請轉售贈與、交換或贈與，承受人符合國宅承購資格者，亦可續借國宅貸款餘額。

### 出售與出租式國宅簡要整理
|            | 申請條件 | 價格 | 期限 |
| ---------- | --- | --- | --- |
| 出售式國宅 | 一、年滿二十歲，在當地設有戶籍者。 二、與直系親屬設籍於同一戶或有配偶者。(如有下列情形之一者，得不受此限： 1.年滿四十歲無配偶者。 2.父母均已死亡，戶籍內有未滿二十歲或已滿二十歲仍在學、身心障礙或沒有謀生能力且均無自有住宅之兄弟姊妹需要照顧者。) 三、本人、配偶、戶籍內之直系親屬及其配偶，均無自有住宅者且無國民住宅貸款尚未清償者。但申請承租國民住宅者，不受國民住宅貸款尚未清償之限制。 四、符合行政院公告之收入較低家庭標準者。 | 售價：以低於市價售出，但由於供給有限，加上閉鎖期結束後釋出市場，價格變隨周邊房價波動。                             | 國宅住戶於住滿一年後可申請轉售贈與、交換或贈與。 |
| 出租式國宅 | 一、年滿二十歲，在當地設有戶籍者。 二、與直系親屬設籍於同一戶或有配偶者。(如有下列情形之一者，得不受此限： 1.年滿四十歲無配偶者。 2.父母均已死亡，戶籍內有未滿二十歲或已滿二十歲仍在學、身心障礙或沒有謀生能力且均無自有住宅之兄弟姊妹需要照顧者。) 三、本人、配偶、戶籍內之直系親屬及其配偶，均無自有住宅者且無國民住宅貸款尚未清償者。但申請承租國民住宅者，不受國民住宅貸款尚未清償之限制。 四、符合行政院公告之收入較低家庭標準者。 | 租金：由主管機關依坐落地段、房屋面積，並參照附近房地租金及其他必要之保養維護及其他必要之保養維護及保險費用等訂定。 | 租賃期限最長為兩年，並得以續租，最長不超過六年。但單親、六十五歲以上無配偶之人、低收入戶、原住民、身心障礙者、配合公共工程拆遷戶資格承租國民住宅者，得延長為十二年。 |

## 評論

### 關於政策規劃
- 國宅資金籌備及運作困難

《興建國民住宅貸款條例》施行期間（1957-1974），不但美援在1958年即停止，1964年起做為替代性來源的中央銀行也不願提供大量貸款，且1968年起，為避免該行資金大量流入民間危及通貨穩定，不願繼續提供貸款。（米復國，1987）資金來源之一的土地增值稅在1967年起因加強社會福利措施而縮減為全部之25%，在1968年又將其中一半移至九年國教的經費，縮減為25%。使國宅興建數量不得不減縮。（行政院國民住宅資料，1970）
「國民住宅六年興建計畫」（1976-1981）期間，改由國家正式編列每年5億元預算，但卻不及省市年度資金需求的5%。其他資金來源還有土地增值稅提撥、美元處贈款，不足則向銀行融資，此時期佔資金來源比例26%，但在1982年9月時則擴增為38%，承租戶僅負擔貸款利息9%，使國宅基金必須負擔利息的差額，降低國宅基金的運用能力。
第一期「四年國宅計畫」（1982-1985）預計興建24萬戶，使國宅基金必須籌措163.68億，平均每年需列40億才足夠，但中央正式編列的預算僅5億，1983年又減為4億元，可見政府無法配合龐大支出。
國宅基金也常因為國宅滯銷而出現國宅基金積壓嚴重的問題。例如：1980年左右國宅開始產生滯銷，但國宅仍持續興建，國宅基金積壓嚴重而無法正常運作；1990年代後半由於金融危機導致經濟不景氣，但政府仍大力興建國宅，使房屋滯銷，國宅基金大量積壓。
- 土地取得困難

「國民住宅六年興建計畫」期間，土地取得方式主要有幾種：私有土地、公地及公營事業機構土地、區段徵收土地、委託興建自備土地、配合軍眷村改建土地、市地重劃之抵費地。而私有土地昂貴，不易取得；公地為主要爭取對象，但公地有限且區位不一定合適，有些則權屬繁多、違建密集，不易解決；區段徵收常因手續繁雜，短期無法完成，期間甚至有提高地價、濫建等現象，以致無法徵收；委託興建自備土地常以興建員工宿舍為主，而不一定是中低收入者；軍眷村改建土地則要補償軍眷戶國宅；重大工程拆遷戶也需要以國宅來補償。土地取得困難導致國宅興建進度落後，也使國宅供給對象多元，降低中低收入戶可獲得的比例。
- 國宅政策與房屋市場供需無法配合

當房屋市場需求升高，房價飆漲，人口也不斷增加時，期待增加國民住宅，以供中低收入者所需，但資金、土地取得往往難以配合，導致供給速度不夠快、供給規模不夠大，難以達到提高供給量、抑制房價的效果，同時也促成私人住宅市場的發展，使其成為因應人口增加與都市化的主要住宅供應來源；景氣差，房價下跌時，國宅卻供過於求，導致餘屋過多。
例如，1980年代初期，房地產不景氣，但政府仍大力推動第一期「四年國宅計畫」（1982-1985），國宅之低需求，增加國宅的滯銷量；1985-1989年，景氣回升，政府才開始因為滯銷的壓力，減低供給，第二期「四年國宅計畫」（1986-1989），政府直接興建只有2930戶（內政部營建署，2006:27）。
又例如，1997年因亞洲金融危機而導致經濟不景氣，但1996年到1999年期間，政府仍大力興建國宅並獎勵投資興建，導致國宅滯銷。
- 國宅滯銷情況嚴重

如上述所述，國宅總是會在房地產不景氣時大量興建，這時民間住宅市場會降價求售，使國宅價位反而高於民間房價，導致滯銷。
- 國宅區位不佳

《國民住宅條例》計畫中期為了趕進度，以許多區位不佳的土地興建國宅，而產生滯銷；後期更採用都市精華土地營建高價位的高品質國宅，以致中低收入者無法負擔。
- 初期未訂定國宅承購家庭收入標準

1975年制定之《國民住宅條例》並未規定收入較低家庭之標準，1981年初經建會檢討過去執行國宅計畫未規定收入標準，承購人中難免有收入較高者，有失社會公平原則。
- 放寬購買年收入資格，排擠中低收入戶購買

當國宅滯銷時，政府會為了促銷而放寬收入低限，導致購買國宅的住戶不是原來要照顧的中低收入戶（台北市國宅處，1987:86）。
而新社區發展計畫（1990-1999）時期，每年都放寬國民住宅出租、出售之家庭收入的申請標準（聯合報，1999）。
- 國宅品質不佳、管理維護難

國民住宅興建品質常被詬病，例如：工期拖延、中途倒閉、建材品質差、施工粗糙、設計不良等，導致國民住宅常被譏為次級住宅，有違提升住宅品質、美化都市景觀的初衷，也未照顧到購買對象的需求。
管理人事經費需要龐大預算，滯銷房屋管理也需要大批人力與經費，且滯銷愈久，管理維護經費負擔也愈沉重。老舊國宅建築格局擁擠，反而成為都市之癌。
- 閒置國宅用地多

《國民住宅條例》廢止後，國宅相關規定適用《住宅法》。但全國有仍有113公頃（約34.25萬坪）的國宅用地閒置，五都中，除台北市外都有閒置國宅用地。新北市主要分布在林口、三峽、淡水、中和，閒置時間均超過20年。其中林口國宅用地更是早在1980年就取得，也是最值錢的國宅用地，更是學者口中具備交通便捷、生活機能等社會住宅條件地點，但卻被選為世大運的選手村。淡水、三峽等其他國宅用地也大都別有用途。學者批評，政府應將國宅用地適度用在興建社會住宅，照顧社會弱勢，而非只是變賣土地或地目變更以作為他用。 

### 關於出售型國宅
- 住宅商品化的政策邏輯導致國宅價格昂貴，使中低收入戶無力購買

國宅興建以販售為主，政府像是一個私人房地產開發商，提供少量低於市價的國宅販售（僅提供住宅存量的5.3%），以提高自有率為目標，希望藉以解決中低收入戶的居住問題。
但出售式的國宅難以壓低價格讓中低收入戶有能力購買，且將國宅出售後，等於將國宅納入私人市場，只要一經轉手，價格就會隨一般市價浮動。2002年，更修正《國民住宅條例》第19條，讓承購人只要居住滿一年後就能出售、贈與或交換，且移轉對象不再以具有國宅承購資格為限，使轉賣後的國宅更是排擠中低收入戶的需求，與國宅興建宗旨不符。
現今台北市某些地段好的國宅價位甚高，且隨時間不斷翻漲。例如2012年，大安區的成功國宅，每坪有60-80萬的行情。 在漲幅方面，以1986年推出的新隆國宅漲幅最大，從一開始的4.7萬到目前76萬，漲幅超過15倍，年增率為54.2%；信義區永吉國宅與大安區正義國宅名列2、3名，漲幅近13倍，年增38~40%。
- 台北市國宅價格表現[33]

| 排名 | 國宅名稱 | 區域 | 推出年度 | 推出單價 （萬/坪） | 目前單價 （萬/坪） | 平均年增率 | 總漲幅(倍) |
| ---- | -------- | ---- | -------- | ------------------ | ------------------ | ---------- | ---------- |
| 1    | 新隆     | 中正 | 1986     | 4.7                | 66.0               | 54.2%      | 15.1倍     |
| 2    | 永吉     | 信義 | 1982     | 4.5                | 62.9               | 40.6%      | 12.9倍     |
| 3    | 正義     | 大安 | 1982     | 6.8                | 90.5               | 38.5%      | 12.3倍     |
| 4    | 忠駝     | 信義 | 1982     | 7.0                | 88.5               | 36.4%      | 11.6倍     |
| 5    | 興安     | 中山 | 1985     | 6.2                | 75.9               | 38.8%      | 11.2倍     |
| 6    | 成功     | 大安 | 1985     | 6.7                | 77.7               | 36.5%      | 10.5倍     |
| 7    | 大安     | 大安 | 1985     | 7.1                | 80.1               | 35.5%      | 10.2倍     |
| 8    | 百齡     | 北投 | 1993     | 8.0                | 55.4               | 28.2%      | 5.9倍      |
| 9    | 文化新城 | 北投 | 1986     | 10.0               | 44.0               | 12.1%      | 3.4倍      |
| 10   | 基河二期 | 中山 | 1997     | 14.0               | 61.2               | 19.8%      | 3.3倍      |
| 11   | 新和     | 萬華 | 1992     | 13.5               | 58.0               | 15.0%      | 3.2倍      |
| 12   | 延壽     | 松山 | 1992     | 15.0               | 63.3               | 14.6%      | 3.2倍      |

由於地段好的國宅漲幅高，就算並非地段好，也由於國宅拍賣時較市價便宜，便有「抽國宅如中樂透」的說法，只要抽中、轉手，就是賺一筆，成為「國宅名、豪宅價」，已失去當年國宅興建的立意。
因此，這些國宅居民也並非完全是國宅當初立意所要提供的低收入者。以台北市大安區的大安國宅為例，其甲區及乙區住戶，絕大多數在大專程度以上，包括軍公教、自由業以及從事工商業者，並非低收入弱勢族群。
結論而言，政府以出售國宅的方式欲以提供產權的方式保障居住權，但實際上作為商品被買賣的國宅卻與市價相去不遠，導致無法保障中低收入戶的居住權。

### 關於出租型國宅
1979-1981年間，雖然國宅較一般房價低廉，還有長期低利貸款，但申購國宅的自備款及每月償還貸款金額仍偏高，導致低收入者無法購買，因此政府相關單位（例如：台北市國宅處、高雄市國宅處、經建會、台灣省住宅及都市發展局）已有許多興建出租國宅的呼聲。
1980年3月4日，台北市為辦理國宅出租業務，由國宅處擬定「台北市出租國宅租金額計算方式」經市府首長會報通過。同年，台北市開始提供出租國宅。
台北市執行六年國宅計畫（1976-1981）的結果，共興建出租國宅1579戶。六年國宅計畫時期，雖然出租國宅有興建之必要性，但始終無法大量興建，原因在於國宅基金有限，而出租國宅所積壓的國宅基金龐大，約需60年才能回收，若興建過多出租國宅會導致國宅基金運作困難。此外，此時期的出租國宅政策被定位為「過渡時期」的變通辦法，政府最終仍希望承租戶能成為承購戶，達到「住者有其屋」的目標。
第一期「四年國宅興建計畫」，政府決定改以政府興建，中低收入者承租的方式推動，而行政院經建會已就「出租國宅」財源籌措方式、承租標準及租金計算方法等重要問題進行研究，擬訂具體的實施辦法。
1989年，政府為了回應無殼蝸牛運動，於9月23日公布「當前住宅問題因應措施方案」，其中一點為「運用國宅基金及社會福利基金興建出租國宅或平價住宅，供單身、老人及低收入者用。」。其後的「改善當前住宅問題重要措施」，內政部營建署表示，其中的興建「出租國宅」與「平價住宅」，已督導社會單位及國宅單位辦理。
「四年國宅興建計畫」（1982-1989）時期的「出租國宅」政策，一方面為了幫助買不起房屋的低收入者有安身之處，另一方面也是由於國宅滯銷多，為了避免國宅資金積壓嚴重，以「出租國宅」的方式消化空屋，所收管理費也可改善社區管理，且承租戶為優先承購戶，也可進一步促銷國宅。可見政府仍停留在期望「住者有其屋」的思維。
其後，營建署陸續推出出租國宅計畫，像是由興建國宅中提撥百分之五至十作為出租國宅；或由中低收入住宅將撥出10%作為出租國宅。但由於出租國宅資金容易積壓，影響資金循環運用，除台北市外各地方政府很少辦理出租國宅計畫。
1998年，台北市長陳水扁裁定國宅政策新方向「出租為主」、「弱勢優先」。
1999年，台北市國宅政策將配合行政院推動「振興建築投資業措施」中「暫緩國宅興建二年」政策，限制國宅興建，改以輔助人民貸款自購住宅，國宅將以「出租為主、出售為輔」。
出租國宅轉變了出售國宅的模式，雖然沒有提供產權，卻能保障居住權；不過也由於供給少，無法發揮成效。究其原因，除了上述所說基金積壓問題嚴重外，也由於許多承租戶有擅自破壞、拒繳租金、長期租用、擅自轉租的情形，導致國宅管理困難，減低政府興辦出租國宅的意願。
以下則列舉出租國宅現有的主要問題：
- 出租國宅不足，供不應求

全台目前的出租國宅，不到整體總量的0.08%，雖符合廣義社會住宅之標準，但比例遠不及社會住宅推動聯盟所估算之5%的社會住宅數量，難以達到照顧低收入弱勢的效果。
- 候屋人數多，候屋年數長

2013年有議員指出，當年台北市出租國宅的候屋人數高達8815戶（一般戶7705戶，身障、原住民、榮民、低收入戶等弱勢戶1110戶），但屋數僅3784戶，顯示需要出租國宅的住戶不斷增加，卻供不應求。
- 實際承租並入住之弱勢族群少

有議員指出北市出租國宅有3784戶，雖然台北市2000年後公告配租的的出租國宅應保留40%給弱勢族群承租，但僅有409戶、約10.8%出租給弱勢族群。都發局也曾常接獲選舉指部分租戶收入不差，但因持低收證明，違法轉租當二房東。其實早在1989年台北就查獲兩千多戶承租後「轉租」的違規行為，由於房價飆漲，出租國宅租金相較低廉，與部分精華地段房屋價格幾乎差五至十倍，造成承租戶以「轉租」方式從中套取「差價」圖利，使出租國宅住戶並不一定為中低收入戶。
- 公共財政無法負擔

政府部門與學者都曾提出警告，中央與地方政府年年赤字；每況愈下的政府財政，如果再不積極興建，將越來越不可能負荷台灣對於社會住宅的需求。如以2015年營建造價，住宅每戶如為20坪（含公共設施20%）概算，造價約等於新臺幣600萬元；需求32萬8‚164戶住宅則共需新臺幣2兆9‚500億元費用；滿足當時90萬戶則需新臺幣5兆4‚000億元。而此前學者統計的成本，不到5年間，已經翻漲近一倍。